# 南龙镇
南龙镇，是中华人民共和国甘肃省临夏回族自治州临夏市下辖的一个乡镇级行政单位。

## 行政区划
南龙镇下辖以下地区：
高邓家村、单子庄村、尕杨家村、南川村、四家咀村、张王村、王闵家村、杨家村、妥家村、罗家湾村和马家庄村。